# BAFTA 2014
A 67.ª cerimônia dos Prémios da Academia Britânica de Cinema, mais conhecida como BAFTA 2014, foi uma transmissão televisiva, produzida pela British Academy of Film and Television Arts (BAFTA), realizada em 16 de fevereiro de 2019 no Royal Opera House, em Londres, para celebrar as melhores contribuições, britânicas e internacionais, à indústria do cinema no ano de 2013. Os indicados foram anunciados em 8 de janeiro de 2014, por Luke Evans e Helen McCrory.
O filme Gravity venceu seis das onze nomeações, incluindo Melhor Diretor (Alfonso Cuarón), Melhor Filme Britânico, Melhor Cinematografia, Melhor Trilha Sonora, Melhor Som e Melhores Efeitos Especiais. 12 Years a Slave venceu as categorias de Melhor Filme e Melhor Ator (Chiwetel Ejiofor). Cate Blanchett venceu a categoria de Melhor Atriz, pela atuação em Blue Jasmine; Barkhad Abdi venceu a categoria de Melhor Ator Coadjuvante, pela atuação em Captain Phillips, e Jennifer Lawrence venceu a categoria de Melhor Atriz Coadjuvante, pela atuação em American Hustle.
A cerimônia foi transmitida pelos canais BBC One e BBC Three, tendo sido apresentada por Stephen Fry. A audiência foi a menor desde 2010, com um total de 4.73 milhões de telespectadores.

## Vencedores e indicados
| Melhor Filme 12 Years a Slave – Anthony Katagas, Brad Pitt, Dede Gardner, Jeremy Kleiner, Steve McQueen - American Hustle – Charles Roven, Richard Suckle, Megan Ellison, Jonathan Gordon - Captain Phillips – Scott Rudin, Dana Brunetti, Michael De Luca - Gravity – Alfonso Cuarón, David Heyman - Philomena – Gabrielle Tana, Steve Coogan, Tracey Seaward | Melhor Diretor Alfonso Cuarón – Gravity - Paul Greengrass – Captain Phillips - Steve McQueen – 12 Years a Slave - David O. Russell – American Hustle - Martin Scorsese – The Wolf of Wall Street |
| Melhor Ator Chiwetel Ejiofor – 12 Years a Slave como Solomon Northup - Christian Bale – American Hustle como Irving Rosenfeld - Bruce Dern – Nebraska como Woody Grant - Leonardo DiCaprio – The Wolf of Wall Street como Jordan Belfort - Tom Hanks – Captain Phillips como Capitão Richard Phillips | Melhor Atriz Cate Blanchett – Blue Jasmine como Jeanette "Jasmine" Francis - Amy Adams – American Hustle como Sydney Prosser / Lady Edith Greensly - Sandra Bullock – Gravity como Dra. Ryan Stone - Judi Dench – Philomena como Philomena Lee - Emma Thompson – Saving Mr. Banks como P. L. Travers                                                                   |
| Melhor Ator Coadjuvante Barkhad Abdi – Captain Phillips como Abduwali Muse - Daniel Brühl – Rush como Niki Lauda - Bradley Cooper – American Hustle como Richie DiMaso - Matt Damon – Behind the Candelabra como Scott Thorson - Michael Fassbender – 12 Years a Slave como Edwin Epps | Melhor Atriz Coadjuvante Jennifer Lawrence – American Hustle como Rosalyn Rosenfeld - Sally Hawkins – Blue Jasmine como Ginger - Lupita Nyong'o – 12 Years a Slave como Patsey - Julia Roberts – August: Osage County como Barbara Weston-Fordham - Oprah Winfrey – The Butler como Gloria Gaines                                                                      |
| Melhor Roteiro Original Eric Warren Singer e David O. Russell – American Hustle - Woody Allen – Blue Jasmine - Joel Coen, Ethan Coen – Inside Llewyn Davis - Alfonso Cuarón, Jonás Cuarón – Gravity - Bob Nelson – Nebraska | Melhor Roteiro Adaptado Steve Coogan e Jeff Pope – Philomena - Richard LaGravenese – Behind the Candelabra - Billy Ray – Captain Phillips - John Ridley – 12 Years a Slave - Terence Winter – The Wolf of Wall Street |
| Melhor Cinematografia Emmanuel Lubezki – Gravity - Sean Bobbitt – 12 Years a Slave - Barry Ackroyd – Captain Phillips - Bruno Delbonnel – Inside Llewyn Davis - Phedon Papamichael – Nebraska | Melhor Estreia Britânica Kieran Evans – Kelly + Victor - Colin Carberry, Glenn Patterson – Good Vibrations - Scott Graham – Shell - Kelly Marcel – Saving Mr. Banks - Paul Wright, Polly Stokes (Produtores) – For Those in Peril |
| Melhor Filme Britânico Gravity – Alfonso Cuarón, David Heyman, Jonás Cuarón - 'Mandela: Long Walk to Freedom – Justin Chadwick, Anant Singh, David M. Thompson, William Nicholson - Philomena – Stephen Frears, Gabrielle Tana, Steve Coogan, Tracey Seaward, Jeff Pope - Rush – Ron Howard, Andrew Eaton, Peter Morgan - Saving Mr. Banks – John Lee Hancock, Alison Owen, Ian Collie, Philip Steuer, Kelly Marcel, Sue Smith - The Selfish Giant – Clio Barnard, Tracy O'Riordan | Melhor Documentário The Act of Killing - The Armstrong Lie - Blackfish - Tim's Vermeer - We Steal Secrets: The Story of WikiLeaks |
| Melhor Trilha Sonora Steven Price – Gravity - Hans Zimmer – 12 Years a Slave - John Williams – The Book Thief - Henry Jackman – Captain Phillips - Thomas Newman – Saving Mr. Banks | Melhor Som Gravity - All Is Lost - Captain Phillips - Inside Llewyn Davis - Rush |
| Melhor Design de Produção The Great Gatsby – Catherine Martin, Beverley Dunn - 12 Years a Slave – Adam Stockhausen, Alice Baker - American Hustle – Judy Becker, Heather Loeffler - Behind the Candelabra – Howard Cummings, Barbara Munch-Cameron - Gravity – Andy Nicholson, Rosie Goodwin, Joanne Woollard | Melhores Efeitos Visuais Gravity - The Hobbit: The Desolation of Smaug - Iron Man 3 - Pacific Rim - Star Trek Into Darkness |
| Melhor Figurino The Great Gatsby - American Hustle - Behind the Candelabra - The Invisible Woman - Saving Mr. Banks | Melhor Maquiagem e Caracterização American Hustle – Evelyne Noraz, Lori McCoy-Bell, Kathrine Gordon - Behind the Candelabra – Kate Biscoe, Marie Larkin - The Butler – Debra Denson, Candace Neal, Robert Stevenson, Matthew Mungle - The Great Gatsby – Maurizio Silvi, Kerry Warn - The Hobbit: The Desolation of Smaug – Peter King, Richard Taylor, Rick Findlater |
| Melhor Edição Rush - 12 Years a Slave - Captain Phillips - Gravity - The Wolf of Wall Street | Melhor Filme Estrangeiro La grande bellezza - The Act of Killing - La vie d'Adèle - Metro Manila - Wadjda |
| Melhor Filme de Animação Frozen - Despicable Me 2 - Monsters University | Melhor Curta-Metragem de Animação Sleeping with the Fishes - I Am Tom Moody - Everything I Can See from Here |
| Melhor Curta-Metragem Room 8 - Island Queen - Keeping Up with the Joneses - Orbit Ever After - Sea View | Melhor Ator/Atriz em Ascensão Will Poulter - Dane DeHaan - George MacKay - Lupita Nyong'o - Léa Seydoux |

### Filmes com múltiplas nomeações
| Nomeações | Filmes                              |
| --------- | ----------------------------------- |
| 11        | Gravity                             |
| 10        | 12 Years a Slave                    |
| 10        | American Hustle                     |
| 9         | Captain Phillips                    |
| 5         | Behind the Candelabra               |
| 5         | Saving Mr. Banks                    |
| 4         | Philomena                           |
| 4         | Rush                                |
| 4         | The Wolf of Wall Street             |
| 3         | Blue Jasmine                        |
| 3         | The Great Gatsby                    |
| 3         | Inside Llewyn Davis                 |
| 3         | Nebraska                            |
| 2         | The Act of Killing                  |
| 2         | The Butler                          |
| 2         | The Hobbit: The Desolation of Smaug |

### Filmes com múltiplos prêmios
| Prêmios | Filmes           |
| ------- | ---------------- |
| 6       | Gravity          |
| 3       | American Hustle  |
| 2       | 12 Years a Slave |
| 2       | The Great Gatsby |